# Хамді Наггез
Хамді Наггез (араб. حمدي النقاز, нар. 28 жовтня 1992, Мензель-Камель) — туніський футболіст, захисник клубу «Замалек».
Виступав, зокрема, за «Етюаль дю Сахель», а також національну збірну Тунісу.

## Клубна кар'єра
У дорослому футболі дебютував виступами за команду «Етюаль дю Сахель». 29 травня 2013 року в матчі проти «Есперанса» він дебютував у Лізі Про Тунісу. 9 квітня 2015 року в поєдинку проти «Бізертена» Хамді забив свій перший гол за «Етуаль дю Сахель». Відіграв за суську команду шість сезонів своєї ігрової кар'єри і виграв чемпіонат, двічі завоював Кубок Тунісу і став переможцем Кубка Конфедерації КАФ.
На початку 2018 році Наггез перейшов у єгипетський «Замалек». У цьому ж році виграв з командою Кубок Єгипту. Станом на 3 червня 2018 року відіграв за каїрську команду 10 матчів в національному чемпіонаті.

## Виступи за збірну
5 вересня 2015 року дебютував в офіційних матчах у складі національної збірної Тунісу у відбірковому матчі до Кубка африканських націй проти збірної Ліберії. В підсумку тунісці кваліфікувались на континентальну першість і Хамді разом з командою взяв участь у фінальній частині Кубка африканських націй 2017 року у Габоні. На турнірі Наггез зіграв у всіх чотирьох іграх, а збірна вилетіла на стадії чвертьфіналу.
Наступного року у складі збірної був учасником чемпіонату світу 2018 року у Росії.

## Досягнення
- Чемпіон Тунісу: 2015/16
- Володар Кубка Тунісу: 2013/14, 2014/15
- Володар Кубка Єгипту: 2017/18
- Володар Кубка Конфедерації КАФ: 2015